# Parousnaïa
Le Parousnaïa (en russe : Парусная) est une montagne qui se trouve dans l'oblast de Mourmansk, en Russie lapone.  

## Géographie
La montagne est située dans la partie centrale du raïon de Lovozero de l'oblast de Mourmansk, dans la partie orientale de la péninsule de Kola. Un gisement de pegmatite et d'amazonite a été découvert, et en raison de ce second minéraux, il est classé comme monument géologique naturel,,.